# Anton von Leclair
Anton von Leclair (ur. 1848 w Weronie, zm. 1919) – austriacki filozof, przedstawiciel filozofii immanentnej . Poddając krytyce jego poglądy filozoficzne, Włodzimierz Lenin w swej książce Materializm a empiriokrytycyzm nazwał go jednym z przywódców szkoły immanentnej i rzecznikiem fideizmu.

## Prace
- Der Realismus der modernen Naturwissenschaft im Lichte der von Berkeley und Kant angebahnten Erkenntniskritik, Praga 1879
- Zur monistischen Erkenntnistheorie (Przyczynek do monistycznej teorii poznania).